# Kate Slatter
Kate Elizabeth Slatter, née le 10 novembre 1971 à Adélaïde , est une rameuse d'aviron australienne. 

## Carrière
Kate Slatter remporte le titre olympique en deux sans barreur avec Megan Still en 1996 à Atlanta et la médaille d'argent olympique en deux sans barreur avec Rachael Taylor en 2000 à Sydney.
Aux Championnats du monde d'aviron, elle remporte une médaille d'or en deux sans barreur en 1995 et deux médailles de bronze (en quatre sans barreur en 1994 et en deux avec barreur en 1999).